# Jurinia smithi
Jurinia smithi är en tvåvingeart som först beskrevs av Wulp 1890.  Jurinia smithi ingår i släktet Jurinia och familjen parasitflugor.
Artens utbredningsområde är Florida. Inga underarter finns listade i Catalogue of Life.